# Pelagia Rupes
La Pelagia Rupes è una struttura geologica della superficie di Mercurio.